# Tascabili Fantasy
I Tascabili Fantasy sono stati una collana editoriale di narrativa fantastica pubblicata in Italia da Editrice Nord dal 1991 al 1995, per un totale di 28 uscite.

## Storia editoriale
Sin dalla sua fondazione nel 1970 Editrice Nord aveva importato in Italia i maggiori autori anglofoni di fantasy e fantascienza attraverso le collane Cosmo Argento, Cosmo Oro, Arcano e Fantacollana, un cui tratto distintivo erano le dimensioni tascabili associate a una copertina cartonata; ad esse andavano poi aggiunte le linee minori SF Narrativa d'anticipazione, che proponeva opere sperimentali in brossura tascabile, e Grandi Opere Nord, dedicata invece alle antologie di narrativa breve in grande formato cartonato. All'alba degli anni Novanta l'azienda aveva ormai assemblato un catalogo di dimensioni ragguardevoli e nel 1989 aveva avviato la nuova collana Narrativa Nord, che doveva proporre in egual misura ristampe di grandi successi passati e novità miscellanee; i volumi di Narrativa Nord erano però di dimensioni ragguardevoli, dunque il direttore editoriale Gianfranco Viviani volle lanciare sul mercato anche una proposta complementare di volumi tascabili, che ricevette il nome collettivo di Tascabili Nord e fu articolata in quattro sotto-collane parallele: Tascabili Fantascienza, Tascabili Fantasy, Tascabili Omnibus e Tascabili Super Omnibus. Ciascuna delle quattro selezioni presentava una veste grafica specifica e una propria numerazione, ma le rispettive uscite si alternavano con regolarità e presentavano anche una numerazione continuativa, a rimarcare l'unità del progetto.
Fra le quattro sotto-collane, i Tascabili Fantasy erano espressamente dedicati a riproporre opere fantasy e science fantasy già apparse in Fantacollana, privilegiando i testi di matrice heroic fantasy pubblicati fra 1970 e 1986 sotto le curatele di Renato Prinzhofer, Riccardo Valla e Sandro Pergameno (i testi apparsi dal 1986 in poi sotto la curatela di Alex Voglino venivano per lo più ristampati direttamente in Narrativa Nord): nello specifico furono riproposte le raccolte di racconti degli autori pulp Robert E. Howard, C.L. Moore, Clark Ashton Smith e Ray Bradbury, le saghe di romanzi del Signore degli Enigmi, di Lord Darcy e di Morgaine, tutte riunite in volume omnibus, e i cicli in più volumi di Hiero, di Majipoor, di Fafhrd e il Gray Mouser, di Prydain e del Confine Oscuro; intervallati a queste opere apparvero anche dieci romanzi singoli pubblicati per lo più a cavallo fra le curatele di Pergameno e Vogliono, alcuni auto-conclusivi e altri primo episodio di saghe lasciate interrotte. Va rimarcata l'assenza nella collana delle saghe del Re Riluttante e di Conan il cimmero, le cui ristampe in brossura apparvero rispettivamente in Tascabili Omnibus e in Tascabili Super Omnibus; ugualmente assenti erano i cicli di Elric di Melniboné e di Earthsea, che vennero riproposti direttamente in Narrativa Nord pur risalendo al primo quindicennio della Fantacollana.
I Tascabili Fantasy vennero chiusi nell'estate del 1995, circa nove mesi dopo l'interruzione dei Tascabili Omnibus e dei Tascabili Super Omnibus, lasciando in sospeso la ristampa delle saghe del Confine Oscuro, di Fafhrd e il Gray Mouser e di Prydain; le prime due serie non vennero mai completate, mentre la terza venne direttamente riproposta un tomo unico entro Narrativa Nord (analogamente ai cicli di Elric e di Earthsea). 
Per tutta la sua attività la collana utilizzò una rilegatura in brossura e una foliazione da 195 x 124 mm; le sue copertine presentavano una cornice indaco attorno all'illustrazione centrale e un riquadro anch'esso indaco nell'angolo superiore destro, contenente il logo "Tascabili Nord Fantasy" stampato in bianco.

## Elenco delle pubblicazioni
La numerazione delle uscite indica per prima la cifra specifica dei Tascabili Fantasy, per seconda quella del conteggio trasversale a tutti i Tascabili Nord.
| Numero | Numero | Autore                        | Titolo                               | Note | Anno           |
| ------ | ------ | ----------------------------- | ------------------------------------ | --- | -------------- |
| 1      | 2      | Patricia A. McKillip          | Il Signore degli Enigmi              | Omnibus della trilogia del Signore degli Enigmi: 1. Il maestro degli enigmi di Hed 2. L'erede del mare e del fuoco 3. L'arpista del vento | Giugno 1991    |
| 2      | 5      | Sterling E. Lanier            | Il viaggio di Hiero                  | Primo romanzo della dilogia di Hiero. | Luglio 1991    |
| 3      | 8      | Lloyd Alexander               | La saga di Prydain                   | Omnibus dei primi tre romanzi della pentalogia di Prydain: 1. Il libro dei Tre 2. Il Calderone nero 3. Il castello di Llyr | Settembre 1991 |
| 4      | 11     | Robert Silverberg             | Il castello di Lord Valentine        | Primo romanzo della prima trilogia di Majipoor. | Ottobre 1991   |
| 5      | 14     | C. J. Cherryh                 | La saga di Morgaine la regina bianca | Omnibus dei primi tre romanzi della tetralogia di Morgaine entro l'Universo della Lega e della Confederazione: 1. La porta di Ivrel 2. Il pozzo di Shiuan 3. I fuochi di Azeroth                                                                    | Novembre 1991  |
| 6      | 17     | Paul Edwin Zimmer             | Il principe rapito                   | Primo romanzo della tetralogia del Confine Oscuro. | Gennaio 1992   |
| 7      | 19     | Gordon R. Dickson             | Il drago e il George                 | Primo romanzo dell'ennealogia del Cavaliere Drago. | Febbraio 1992  |
| 8      | 21     | Fritz Leiber                  | Le spade di Lankhmar                 | Romanzo, quinto volume dell'eptalogia di Fafhrd e il Gray Mouser. | Marzo 1992     |
| 9      | 25     | Paul Edwin Zimmer             | Il ritorno del principe              | Secondo romanzo della tetralogia del Confine Oscuro. | Aprile 1992    |
| 10     | 27     | Fritz Leiber                  | Spade tra i ghiacci                  | Sesto volume dell'eptalogia di Fafhrd e il Gray Mouser, raccoglie sette racconti e un romanzo breve. | Maggio 1992    |
| 11     | 29     | Tim Powers                    | Il Re Pescatore                      | | Giugno 1992    |
| 12     | 31     | Sterling E. Lanier            | Il ritorno di Hiero                  | Secondo romanzo della dilogia di Hiero. | Luglio 1992    |
| 13     | 35     | Randall Garrett               | Lord Darcy l'investigatore del re    | Omnibus di un racconto, due romanzi brevi e un romanzo del ciclo di Lord Darcy: 1. "Fotoscopia" 2. L'identità 3. L'imbroglio del guado 4. La stanza chiusa                                                                                          | Settembre 1992 |
| 14     | 37     | Poul Anderson                 | Tre cuori e tre leoni                | | Ottobre 1992   |
| 15     | 38     | Clark Ashton Smith            | L'universo Zothique                  | Raccolta completa del ciclo di Zothique allestita postuma da Lin Carter, comprende una poesia e sedici racconti. | Novembre 1992  |
| 16     | 42     | Christopher Stasheff          | Stregone suo malgrado                | Primo romanzo della saga di Rod Gallowglass. | Febbraio 1993  |
| 17     | 44     | Robert E. Howard              | Skull-Face                           | Raccolta postuma curata da August Derleth, comprende il romanzo breve Il teschio, un racconto del ciclo di De Montour, tre del Ciclo di Cthulhu, due di Bran Mak Morn, uno di Turlogh Dubh O'Brien, due di James Allison, e quattro autoconclusivi. | Marzo 1993     |
| 18     | 48     | Abraham Merritt               | Il pozzo della luna                  | Fix-up di due racconti, primo romanzo della dilogia del dott. Goodwin. | Maggio 1993    |
| 19     | 50     | Ray Bradbury                  | Paese d'ottobre                      | Raccolta di diciannove racconti allestita dall'autore. | Giugno 1993    |
| 20     | 53     | Robert Silverberg             | Cronache di Majipoor                 | Fix-up di dieci racconti, secondo volume della prima trilogia di Majipoor. | Settembre 1993 |
| 21     | 56     | Robert E. Howard e Lin Carter | Kull di Valusia                      | Raccolta completa del ciclo di Kull di Valusia, comprende nove racconti e una poesia di Howard e tre racconti pastiche di Carter. | Ottobre 1993   |
| 22     | 58     | Christopher Stasheff          | Il mago di Sua Maestà                | Primo romanzo della saga di Matt Mantrell. | Novembre 1993  |
| 23     | 62     | Robert Silverberg             | Il Pontifex Valentine                | Terzo romanzo della prima trilogia di Majipoor. | Febbraio 1994  |
| 24     | 65     | Arthur H. Landis              | Un mondo chiamato Camelot            | Primo romanzo della trilogia di Camelot. | Maggio 1994    |
| 25     | 72     | Fritz Leiber                  | Le donne delle nevi                  | Omnibus del primo e secondo volume dell'eptalogia di Fafhrd e il Gray Mouser: 1. Spade e diavolerie. Comprende due racconti e due romanzi brevi. 2. Spade contro la morte. Comprende dieci racconti.                                                | Gennaio 1995   |
| 26.    | 73     | C. L. Moore                   | Jirel delle lande di Joiry           | Raccolta completa del ciclo di Jirel di Joiry, comprende sei racconti di cui uno in collaborazione con Henry Kuttner. | Marzo 1995     |
| 27     | 73     | L. Sprague de Camp            | L'anello del tritone                 | Romanzo auto-conclusivo afferente al ciclo di Pusad. | Maggio 1995    |
| 28     | 81     | Fritz Leiber                  | Spade nella nebbia                   | Omnibus del terzo e quarto volume dell'eptalogia di Fafhrd e il Gray Mouser: 1. Spade nella nebbia. Comprende cinque racconti e un romanzo breve. 2. Spade contro la magia. Comprende due racconti e due romanzi brevi.                             | Luglio 1995    |